# 水谷惟恭
水谷 惟恭（みずたに のぶやす、1942年 - ） は、日本の材料工学者。東京工業大学名誉教授。元東京工業高等専門学校校長。元学校法人嘉悦学園理事長。元日本セラミックス協会副会長。

## 人物・経歴
1964年千葉大学工学部工業化学科卒業。1970年東京工業大学大学院理工学研究科化学工学博士課程修了、工学博士、東京工業大学工学部無機材料工学科助手。1975年東京工業大学工学部無機材料工学科助教授。1977年マサチューセッツ工科大学客員研究員。1988年東京工業大学工学部無機材料工学科無機合成材料講座教授。1992年日本セラミックス協会学術賞受賞。1999年東京工業大学大学院材料工学専攻無機機能材料講座材料ミクロ構造分野教授。2001年東京工業大学工学部長。
2005年定年退職、東京工業大学名誉教授、東京工業大学ものつくり教育研究センター特任教授。2006年東京工業高等専門学校校長。2010年国立高等専門学校機構顧問、豊橋技術科学大学監事（非常勤）（業務担当）。2016年嘉悦学園理事長。2017年日本セラミックス協会名誉会員。日本セラミックス協会副会長、日本工学教育協会理事、日本学術会議無機材料専門委員会委員、文部科学省中央教育審議会高等専門学校特別委員会委員、文部科学省中央教育審議会留学生特別委員会委員なども歴任した。
2020年、瑞宝中綬章受章。